# Naums socken
Naums socken i Västergötland ingick i Barne härad och området ingår sedan 1971 i Vara kommun och motsvarar från 2016 Naums distrikt.
Socknens areal är 29,25 kvadratkilometer varav 29,15 land. År 2000 fanns här 404 invånare. Godset Ribbingstorp samt kyrkbyn Naum med sockenkyrkan Naums kyrka ligger i socknen.

## Administrativ historik
Socknen har medeltida ursprung. 
Vid kommunreformen 1862 övergick socknens ansvar för de kyrkliga frågorna till Naums församling och för de borgerliga frågorna bildades Naums landskommun. Landskommunen uppgick 1952 i Ryda landskommun som 1967 uppgick i Vara köping som 1971 ombildades till Vara kommun. Församlingen uppgick 2002 i Ryda församling.
1 januari 2016 inrättades distriktet Naum, med samma omfattning som församlingen hade 1999/2000. 
Socknen har tillhört län, fögderier, tingslag och domsagor enligt vad som beskrivs i artikeln Barne härad. De indelta soldaterna tillhörde Skaraborgs regemente, Skånings kompani och Västgöta regemente, Barne kompani.

## Geografi
Naums socken ligger närmast söder om Vara. Socknen är en slättbygd på Varaslätten i norr och en kuperad skogsbygd i söder.
I väster ligger Södra Kedums socken, i söder Laske-Vedums socken och i öster Önums socken.
Kyrkbyn Naum var ett gammalt tingsställe för Barne härad. Den största gården heter Ribbingstorp, och byggdes under 1500-talet. Tidigare fanns en stor gård som hette Holltorp. Ett lock till graven med en bild på grevinnan af Holltorp står numera uppställd i kyrkan. Välkänt var också Naums mejeri, som var ett av de sista privata mejerierna i Sverige. Detta låg i den del av Naum som kallades Hillebo. I Hillebo fanns det ett antal mindre torp och gårdar, samt en lanthandel. Under en period fanns upp till och med tre olika butiker med verksamhet i Hillebo.
Idag löper E20 tvärs genom det gamla sockenområdet, och två bensinstationer har uppförts längs sträckan. Endast den ena återstår och den andra är numera enbart servering. Utmed Afsån ligger Huttla kvarn, som också inrymmer ett sågverk. Denna sköts av Naums Hembygdsförening. Det finns även en större bygdegård. 

## Fornlämningar
Lösfynd från stenåldern är funna.

## Namnet
Namnet skrevs på 1380-talet Naweem och kommer från kyrkbyn. Efterleden är hem, 'boplats, gård'. Förleden kan innehålla nav, 'hjulnav' och syfta på en terrängformation.